# تی‌وی۵ (شبکه تلویزیونی فیلیپینی)
تی‌وی۵ (انگلیسی: TV5) شبکه تلویزیونی و رادیویی رایگان فیلیپینی است که مقر آن در ماندالویونگ است.